# Realizmi 20-ih u hrvatskom slikarstvu
Realizmi dvadesetih godina 20. stoljeća važno su stilsko razdoblje hrvatskog modernog slikarstva. Pritom valja naglasiti da su realističke tendencije u hrvatskom slikarstvu istovremene onima u Europi, što nije nimalo nevažna činjenica, pošto je kaskanje za europskim umjetničkim dosezima kod perifernih sredina česta pojava. Isto tako treba istaknuti da djela hrvatskih slikara, koji su pretežito bili sudionici Proljetnog salona, svojom kvalitetom i specifičnom začuđujućom atmosferom karakterističnom za neorealizam, pariraju djelima svojih uvaženih europskih kolega. 
Iako sam naziv «realizam» ne pobuđuje nikakve asocijacije na modernitet, u trećem desetljeću dvadesetog stoljeća, on je simbolizirao nešto novo i nadasve snovito i magično, monumentalno i vječno, što uostalom dokazuju sama djela. Pri tome «realizam» ne znači puko preslikavanje zbilje, već prikazivanje zbilje onako kako je vidi sam autor, odnosno prikazivanje nekog  drugog realiteta skrivenog iza sive svakidašnjice. Pluralitet u nazivu «realizmi» nije slučajan, on označava kompleksnost samog razdoblja, njegovu slojevitost i bogatstvo, podrazumijeva više predstava realiteta koji su zajedničkim obilježjima okupljeni pod jednim nazivom. Tako u realizme dvadesetih ubrajamo magični realizam, neoklasicizam te kritički realizam. Svaki od ovih «realizama» ima svoju karakterističnu formu, sadržaj i predstavnike.

## Opći kontekst - Europa
Vrijeme pojave fenomena «neorealizama» je vrijeme između dva svjetska rata. Istovremeno je to poratno razdoblje koje karakterizira optimizam nakon ratne katastrofe - raznolikost sadržaja poput kabarea, kazališta, noćnih klubova te tehnološka otkrića kao što su radio, gramofon, avion – ali i opća depresija izazvana nesigurnošću, agonijom, sjećanjem na rat, inflacijom i nezaposlenošću. Rastrgani između dviju krajnosti, umjetnici imaju dvije mogućnosti: povući se u idealizirani svijet  ili se suočiti sa stvarnošću i kritizirati je. 
Za europsko slikarstvo dvadesetih godina 20. stoljeća svojstven je pluralizam stilova. S jedne strane tinja zamah eksperimenata s početka stoljeća koji se još uvijek nije ugasio, dok s druge strane jača povratak tradiciji i realizmu. Ovo kompleksno razdoblje nije potisnulo avangardizam, ali je zato izvuklo na površinu univerzalne vrijednosti poput sklada kompozicije i čistoće izraza. Međuratno vrijeme samo je po sebi bilo uznemirujuće i ambivalentno - suprotstavljalo je agoniju potkrijepljenu posljedicama rata i optimizam teholoških dostignuća i nade. Svjesni napetosti koja se odražavala i na njih same, umjetnicima se nova umjetnost reda i harmonije činila kao spas, kao nadomjestak za nesavršen svijet. No ni nova umjetnost, tj. neorealizmi, nisu ostali jednostrani. Naime, s jedne strane realizmi su bili subjektivna reakcija autora na (ne)prilike u društvu, na otuđivanje ljudi i probleme pojedinca, dok su s druge strane realizmi zagovarali sklad, spokoj, dostojanstvenost čovjeka i  ljepotu prirode. I jednu i drugu stranu realizama povezuje povratak figurativnosti, klasičnim temama i tradiciji. Pod nazivom «realizmi dvadesetih»  mogli bismo ujediniti na prvi pogled različite pravce, poput postkubizma, magičnog realizma, nadrealizma, metafizičke škole te neonaturalizma, tj. «Neue Sachlichkeita», jer svaki od tih pravaca prikazuje realnost na svoj, poseban način. Plurizam stilova doveo je i do toga da više ne postoji samo jedno umjetničko središte – uz Pariz, važna središta postaju i München, Berlin, Milano, Rim, Prag te mnogi drugi gradovi. Povratak tradiciji uzrokovao je preseljenje škola slikanja iz akademija u muzeje i galerije gdje su se mladi slikari divili starim majstorima i kopirali ih. 

## Realizmi u Europi i njihov utjecaj na hrvatsko slikarstvo
Na hrvatsko slikarstvo neorealizma najveći je utjecaj izvršilo francusko slikarstvo, talijanski «neoplastičari», njemački magični realizam, kao i germanski neonaturalizam grupe «Neue Sachlichkeit» koji je uvelike odredio smjernice slikarstva grupe «Zemlja».
Novu umjetničku orijentaciju potvrđuje i Picasso, koji se nakon boravka u Rimu i posjeta Pompejima, vraća figurativnom slikarstvu koje traje od 1918. – 1925. godine. Zanimljivo je da je Picassov povratak realizmu otišao tako daleko da je dotaknuo sam početak figurativne umjetnosti - primitivnu umjetnost, odnosno afričku skulpturu. Primjer Picassovog slikarstva pokazuje nam pluralizam stilova u pravom smislu. Naime, on iste godine (1918.) radi sliku sintetičkog kubizma –«Harlekin s gitarom» i realistički prikaz «Harlekina s maskom». Njegove slike koje pripadaju neorealizmu karakteristične su po svojim voluminoznim strukturama, masivnim, stiliziranim i jasno ocrtanim tijelima koja čine ljudske figure monumentalnima i nadasve klasičnima. Ova figurativna faza Picassovog slikarstva imala je snažan utjecaj na hrvatske slikare neoklasicizma – Otona Postružnika i Ivu Režeka,a taj je utjecaj najočitiji u Režekovim ženskim nagim figurama, koje karakteriziraju jasni i naglašeni volumeni, statičnost te prigušeni kolorit. Važno je spomenuti i Andrea Deraina koji se također vraća antičkim uzorima i klasičnoj formi te pejzažu, jer je upravo Ivo Režek radio u njegovom atelijeru u Parizu oko 1925. godine.
Postkubizam francuskog slikara Andrea Lhotea, za kojeg su karakteristične geometrizirane forme i konstruiranje novog svijeta po određenim zakonima, imao je utjecaj na formiranje neokubističkog stila u hrvatskom slikarstvu, a posebice na sudionike Proljetnog salona. Naime, jedan od prvih Lhoteovih učenika bio je Sava Šumanović koji je donio «konstruktivno slikarstvo» u Hrvatsku. Postkubizam je bio stil sa znanstvenom podlogom, odnosno bio je podvrgnut zakonima konstruiranja,a umjetnik je sliku shvaćao kao arhitektonsko djelo, dok je slikar sukladno tome, bio poput arhitekta koji organizira volumene na plohi. Iako je neokubizam (postkubizam ili kubokonstruktivizam) ostavio traga na hrvatskom slikarstvu, on nije jače zaživio, jer su umjetnici uvidjeli zastarjelost samog likovnog postupka koji racionalizira već ionako intelektualizirani stil – kubizam, i izostavlja svaku subjektivnost i spontanost. Uzelac je to također uvidio i preporučio kolegama neka se klone Lhotea i njegovog slikarstva. Utjecaj Lhoteovog i Šumanovićevog postkubizma najbolje se vidi u likovnom postupku prikazivanja naselja hrvatskog Primorja kod Varlaja i Mišea, gdje su kuće stilizirane i svedene na skoro čiste kubuse i piramidaste formacije.
U Italiji, na samom izvorištu klasike, javlja se pokret «Valori plastici», koji se nasuprot futurizmu ugleda na uzore iz prošlosti - na antiku. Tako je talijanskim neoklasicistima najdraži motiv bilo nago ljudsko tijelo. Njihovi aktovi arhaično prikazani, odisali su spokojem i harmonijom, dok su djela zračila kontemplativnom atmosferom. Utjecaj ovog talijanskog pokreta najvidljiviji je u djelima Marina Tartaglie, a pogotovo u njegovom djelu «Češljanje» iz 1925. godine, koja je vrhunac hrvatskog neoklasicizma. Između ostalih, u talijanske neoklasiciste ubrajamo i Carla Carraa, Gina Severinija, Casoratia, te Giorgia de Chirica, koji je odudarao od kolega svojim specifičnim idejama zadirući u metafizičko i time snažno utjecao na nadrealizam. De Chiricove hladne i prazne ulice s pokojom sjenom, monumentalna i zastrašujuća arhitektura, te nijeme i odsutne skulpture odlično predočuju opću atmosferu dvadesetih godina, ali i duhovno stanje jednog intelektualca u nadasve uznemirujućem razdoblju. Dekirikovski prostori ispunjeni nesigurnošću i hladnoćom utjecali su i na hrvatske neorealiste, kao što su Orlić, Tartaglia i Job.
U Njemačkoj, istovremeno s neoklasicizmom u Italiji i s realističkim tendencijama u Francuskoj, formirale su se dvije struje neorealizma. Prva struja nazvana «magičnim realizmom» po svojim stilskim odlikama i začudnim atmosferama odgovara hrvatskom magičnom realizmu. Tu sličnost hrvatskog i njemačkog magičnog realizma možemo najbolje uočiti kod karakteristika magičnog realizma, koje je istaknuo njemački teoretičar postekspresionizma Franz Roch : « Trezvena predmetnost, objektivna jasnoća, produbljenost, tvrdoća, purizam, statičnost, tišina, metalna zvučnost predmeta, harmonična pročišćenost, kultiviranost». Poznatiji pripadnici njemačkog magičnog realizma su Max Beckmann, Otto Dix, Georg Grosz te Aleksander Kanoldt, čije su slike paradigmatske i vrlo slične onima naših umjetnika kao što su Varlaj, Becić, Miše i Mijić. Važno je naglasiti da naši slikari nisu imali prilike vidjeti Kanoldtove radove. Druga struja njemačkog neorealizma je mnogo radikalnija od one prve, a čine ju pripadnici grupe «Neue Sachlichkeit» - Georg Grosz, Otto Dix, Max Beckmann i drugi. Za radove ovih umjetnika karakterističan je naturalizam koji graniči s groteskom i ironijom te oštra kritika koja je usmjerena prema sve bezdušnijem društvu. Ovo lijevo krilo njemačkog neorealizma možemo poistovjetiti s lijevim krilom hrvatskog neorealizma, koje je djelovalo u grupi «Zemlja» na čelu s Krstom Hegedušićem. 

## Društveni kontekst - Hrvatska
Utjecaj društvenih okolnosti na senzibilitet hrvatskih umjetnika bio je velik. Završetak Prvog svjetskog rata i raspad Austro-Ugarske Monarhije, događaji su koji su probudili nadu u bolju budućnost, zajedno s ostvarivanjem hrvatskog sna o suverenitetu. No nakon kratkotrajne euforije, slijedilo je razočaranje – novoosnovana država Kraljevina Srba, Hrvata i Slovenaca pokazala se kao klopka iz koje Hrvatska nije izašla sve do Domovinskog rata. Ogorčeni hrvatski umjetnici u želji za jedinstvom hrvatskog naroda, svjesni nepravde i potlačivanja, počeli su tražiti autohton hrvatski likovni izraz. Sukladno s društvenim zbivanjima, teme u slikarstvu dvadesetih bavile su se pitanjem identiteta, agonijom, čežnjom za harmonijom i idlilom, kritiziranjem hrvatske, nimalo sretne svakodnevice. 
U to vrijeme Zagreb je postao relevantno umjetničko središte, u kojem su se prikupljala različita umjetnička iskustva, koja su donosili naši slikari nakon školovanja u Beču, Münchenu, Pragu, Rimu, Parizu, itd. Na prodor moderniteta u hrvatsku umjetnost također su utjecali i časopisi poput Krležinog «Plamena» i «Književne republike», Šimićeve «Vijavice», avangardnog «Zenita» kojeg je uređivao Micić te pluralističkog «Savremenika». Ovi časopisi za kulturu omogućivali su hrvatskim umjetnicima da budu u toku s europskim zbivanjima, promicali su suvremenu teoriju i praksu prijevodima stranih tekstova, te su na taj način promovirali strane, kao i hrvatske umjetnike. Upravo u tim časopisima svoje temelje je učvrstila i hrvatska likovna kritika koja je usmjeravala naše umjetnike, ali i davala nove ideje. Ključnu ulogu u adaptaciji moderniteta u našoj umjetnosti imao je «Proljetni salon» ( 1916. – 1928. godine). Modernitet je Hrvatsku zapljusnuo valom ekspresionizma koji nije dugo trajao. Njegov vrhunac bio je 1921. godine koja je ujedno bila i prekretnica hrvatske umjetnosti. To je godina Gecanove «Klinike», Uzelčeve famozne slike «Sfinga velegrada» s elementima neokubizma, Jobove simbolističko-ekspresionističke slike «Ribari na Kapriju» te Šumanovićeve samostalne izložbe koja je unijela Lhoteov kubokonstruktivizam u hrvatsko slikarstvo. Rast ekspresionizma spriječio je utjecaj Cezannea, Kraljevića i Preislera, neokubističkog slikarstva, te vraćanje slikara iz Italije koji su pod dojmom klasične forme. A sve ove smjernice sakupile su se u jednoj točki – novom realitetu. Zastarjelu dramatiku i strast ekspresionizma zamijenila je smirenost, objektivno gledanje na stvarnost, vraćanje izvornim vrijednostima i tradiciji. Važno je naglasiti da su se samo rijetki pojedinci odvažili upustiti u ekperimente vezane uz avangardu, te da je povratak realizmu zapravo samo logični nastavak na tradicionalno slikarstvo. Zato ne možemo reći da se hrvatsko slikarstvo vratilo figuraciji i realističnom prikazu, već da je krenulo prema modernijem oblikovanju. 

## Magični realizam i neoklasicizam
Pod nazivom «realizmi» okupljeni su različiti vidovi realiteta, ovisno o svjetonazoru i raspoloženju pojedinih umjetnika. Tako se ta stvarnost kreće od one idealizirane podsjećajući na Arkadiju, pa sve do one surove, naturalistički prikazane svakodnevice, koja graniči s karikaturom i groteskom. Unatoč razlikama, pronalazi se tendencija zajednička svim slikarima, da prikažu stvarnost, pa bila ona iskarikirana ili uljepšana. Ovaj likovni fenomen povezuje opće stanje duha kojeg more egzistencijalna pitanja, iščekivanje i nesigurnost. Kao što je već rečeno, kod fenomena realizama u našem slikarstvu razlikujemo dvije linije. Jedna se kreće u smjeru idealizacije i mistifikacije zbilje, u koju ubrajamo magični realizam i neoklasicizam i djelomice kubokonstruktivizam, a druga je ona koja je sklona objektivnom opisivanju zbilje, bliska neonaturalizmu, ali i naivizmu koji je očit u djelima slikara grupe «Zemlja».
Magični realizam i neoklasicizam se ne bi smjeli promatrati odvojeno, jer obje varijante neorealizma karakterizira klasična osnova i zamrznutost likova i predmeta, koja zrači mističnim i očuđujućim. Za razliku od ekspresionizma, slikar ovdje nije tumač stanja duše, već metafizičar koji prikazujući tu novu realnost predstavlja njenu bit i ideju. Umjetnik materijalizira samu srž egzistencije, bitak ili srž postojanja stvari. Sukladno kontemplativnoj atmosferi slika, anarhije forme više ne postoji, sve je podređeno određenom zakonu i redu. Iako su slike vizije samih autora, one prolaze kroz filter racia kako bi bile što više čitkije i dostupnije. Na likovni postupak velik je utjecaj imalo postkubističko slikarstvo, koje zagovara zakone transformacije oblika iz prirode u vječne, mogli bismo reći, geometrijske forme na platnu. Znanstvena pozadina postkubizma uvelike odgovara i magičnom realizmu i neoklasicizmu, jer se referira na antičke ideale i proporcije koje su bile geometrijski određene. Tu vidimo i utjecaj poznate Cezanneove teorije da se svi oblici iz prirode mogu svesti na kuglu, valjak i stožac. 
Kao zajedničke karakteristike slikarstva magičnog relizma i neoklasicizma možemo navesti: naglasak na volumenu i plastičkom oblikovanju, boja koja je podređena modelaciji predmeta i svedena je na nježne pastelne tonove, najčešće su to zemljani, sivi i modro-zeleni tonovi sa specifičnim metalnim odsjajem i stilizirane figure s namjerom uopćavanja. Reducirani stil stvara dojam čistoće, ali i osamljenosti i otuđenosti, a zamrznuti pokreti naslućuju mir, filozofičnost i referiranje na bezvremensku dimenziju. Sve ove odlike pridonose magičnosti koja prikazani svijet smješta u jedan nadsvijet, u drugu dimenziju koja odiše spokojem, umjerenošću i odsutnošću vremena. 

### Predstavnici magičnog realizma
Među najistaknutijim slikarima magičnog realizma jest Vladimir Varlaj, poznat po svojim specifičnim prikazima primorskih mjesta, koja izgledaju poput kristalnih tvorevina. Varlaj se školovao u Pragu i spada u «Grupu četvorice» (Varlaj, Gecan, Uzelac i Trepše), koja se još naziva i najtalentiranijom generacijom. Njegov magičnorealistički opus je najdorečeniji i najdosljedniji. Djela mu karakterizira čistoća volumena primorskih kućica, koje više izgledaju kao da su od leda nego od kamena, izazivajući dojam bajkovitosti i bezvremenosti. Odsutnost ljudskih figura na njegovim pejzažima izaziva neku zlosutnost, te možemo reći da njegovi prikazi stvaraju u nama ambivalentne osjećaje – divljenje spokoju bajkovitog krajolika s jedne strane i nelagodu zbog hladnih i nehumanih eksterijera.
Sljedeći slikar magičnog realizma je Vladimir Becić, koji se školuje u Münchenu i Parizu, a dio njegovog slikarskog opusa čine blažujski pejzaži koje slika za vrijeme svog boravka u Bosni. Slično Varlaju, njegove slike prikazuju arkadijske predjele koje ne odlikuje vreva i užurbanost, već  upravo suprotno. Njegovi  krajolici su zaleđeni u vremenu, a ljudi iako prisutni, opet izgledaju odsutno i ukočeno, kao da su zadubljeni u svoje misli. Slično Varlaju, i u Becićevim djelima je naglašen plasticitet, površine su zaglađene, atmosfere hladne, a boje su podređene oblikovanju volumena. Iste karakteristike uočljive su i kod drugih slikara magičnog realizma kao što su Miše, Mijić, Trepše i Tiljak.

### Predstavnici neoklasicizma
Neoklasicizam, inspiriran antikom, u središte stavlja čovjeka, a najčešće ženske figure te zagovara čistoću formi, voluminoznost i odmjerenost. Najpoznatiji predstavnik neoklasicizma je Marino Tartaglia, koji je studirao u Italiji gdje je na njega utjecao «Valori plastici», ali i sama antika. Za njega je važno naglasiti da je više nego uspješno uspio ostvariti sintezu klasičnog ideala ljepote i modernosti, što je najuočljivije u njegovom najuspješnijem neoklasičnom djelu «Češljanje», na kojem je prikazana naga žena koja sjedi i češlja kosu. Iako često viđena, tema ove slike ne čini djelo anakronim ili dosadnim, naprotiv, omogućuje nam da uvidimo njenu modernost – stiliziranost ženske figure koja se očituje u zaobljenim i glatkim formama, a koja ujedno teži jasnoći i redu. Prikazana je žena u potpunosti posvećena češljanju svoje tamne kose, dok pokret njenih ruku izaziva osjećaj ugode i sanjivosti – zamišljamo kako ponavlja taj pokret u beskraj, te nam  sam čin češljanja počinje djelovati poput meditacije, opuštanja. 
Drugi predstavnik neoklasicizma je Ivo Režek, koji se školuje prvo u Zagrebu i Pragu, a zatim odlazi u Pariz gdje radi u atelijeru Andre Deraina. Jasan utjecaj Picassa vidljiv je kod njegovih «Kupačica», ali i kod «Harlekina s lulom», jer je naime poznato da su čest motiv Picassovih slika upravo harlekini. Jedna od najljepših slika neoklasicizma je Režekova «Indijka», koja prikazuje  djevojku u sjedećem položaju, prikazanu do pasa, jasno octavajući glavne karakteristike neoklasicizma. Važno je spomenuti i Plančića te Joba koji odudara od ostalih upotrebljavajući bogat kolorit u prizorima primorskih naselja. 

## Galerija djela
- Ivo Režek, Djevojka, 1925.‎
- Krsto Hegedušić, Sigetički bokci, 1927.
- Leo Junek, Mrtva priroda, 1929.
- Sava Šumanović, Autoportret, 1925.
- Sava Šumanović, Lučki agent, 1921.
- Vladimir Becić, Mirjana, 1926.
- Vladimir Becić, Seljanka, 1926.

## Vanjske poveznice
- Muzej suvremene umjetnosti: Oton Postružnik
- Vladimir Becić: Biografija  Arhivirana inačica izvorne stranice od 24. rujna 2015. (Wayback Machine)
- Umjetnički paviljon: Proljetni salon (1916-1928.)   Arhivirana inačica izvorne stranice od 10. ožujka 2016. (Wayback Machine)
- Galerija hrvatske naivne umjetnosti: Krsto Hegedušić
- Moderna galerija  Arhivirana inačica izvorne stranice od 14. veljače 2014. (Wayback Machine)
- Umjetnički paviljon: Praška četvorica - Uzelac, Gecan, Varlaj, Trepše   Arhivirana inačica izvorne stranice od 6. ožujka 2016. (Wayback Machine)